# Década de 450 a.C.
Séculos: (Século VI a.C. - Século V a.C. - Século IV a.C.)
Décadas: 500 a.C. 490 a.C. 480 a.C. 470 a.C. 460 a.C. - 450 a.C. - 440 a.C. 430 a.C. 420 a.C. 410 a.C. 400 a.C.
Anos:
```
459 a.C.
 - 
458 a.C.
 - 
457 a.C.
 - 
456 a.C.
 - 
455 a.C.
 - 
454 a.C.
 - 
453 a.C.
 - 
452 a.C.
 - 
451 a.C.
 - 
450 a.C.
```